# Romualdo Nogués
Romualdo Nogués y Milagro (Borja, 1824-Madrid, 1899) fue un militar, escritor y anticuario español.

## Biografía
Nacido en 1824 en la localidad zaragozana de Borja, fue miembro del Ejército, anticuario y literato. Nogués, a quien habrían dado notoriedad principalmente sus memorias y el libro Ropavejeros, anticuarios y coleccionistas, colaboró en publicaciones periódicas como La España Moderna y otras revistas, en las que firmó escritos con el seudónimo «Un soldado viejo, natural de Borja». También publicó una colección de Cuentos aragoneses, en dos series, y unos Cuentos para gente menuda. En palabras de José Fernández Bremón, Nogués, que era «monárquico, pero enemigo de la política; religioso, sin hacer de ello mérito; coleccionista de veneras de la Inquisición, de plata labrada española y de otros objetos antiguos, se burló de los compradores de antiguallas en un libro». Emilia Pardo Bazán decía de él que «en todo era Nogués español rancio». Falleció en Madrid en marzo de 1899, a los setenta y cinco años de edad. En Madrid residía en el número 7 de la plaza de Santa Bárbara. Existe un retrato suyo obra del pintor Dionisio Fierros.